# Cochlostoma macei
Cochlostoma macei ist eine auf dem Land lebende Schneckenart aus der Familie der Walddeckelschnecken (Cochlostomatidae) in der Ordnung Architaenioglossa („Alt-Bandzüngler“). Der Artname ehrt den damaligen (1869) Präsidenten der Société des Sciences Naturelles, des Lettres et des Beaux-Arts de Cannes et de l’Arrondissement de Grasse August Macé.

## Merkmale
Das rechtsgewundene Gehäuse ist bis 10 mm hoch und bis 4 mm breit. Es ist länglich-kegelförmig mit einem eher spitz zulaufenden Apex. Von den neun bis zehn Windungen sind die oberen Windungen bauchig, die unteren Windungen sind gut gerundet. Sie nehmen langsam und regelmäßig zu und sind durch eine tiefe Naht voneinander abgesetzt. Die letzte Windung nimmt etwas stärker zu, steigt aber nicht an. Die Skulptur besteht aus Rippen, die auf der dritten und vierten Windung fein und gedrängt sind. Auf den anderen Windungen sind sie kräftiger und stehen weiter auseinander. Auf der letzten Windung stehen die Rippen wieder dichter in regelmäßigen Abständen, und sie sind weniger scharf ausgeprägt. Das Gehäuse ist hornfarben-grau. Die Schale ist dünn und leicht durchscheinend.
Die leicht schief stehende Mündung ist in der Frontalansicht rundlich mit einem Winkel am oberen Ende. Sie ist stark ausgeweitet, der Mundsaum ist aber nicht zurückgebogen. Dieser ist stark verdickt und weiß. Der Mundsaum ist am Spindelrand zu einem Ohr ausgezogen, das jedoch nicht auf dem vorletzten Umgang aufliegt.

## Geographische Verbreitung und Lebensraum
Das Verbreitungsgebiet der Art erstreckt sich über die Départments Alpes-de-Haute-Provence (Clue de Chabrières, südlich von Digne-les-Bains, Castellane), Var (Gorges du Verdon, Mons) und Alpes-Maritimes (Saint-Cézaire-sur-Siagne, Saint-Vallier-de-Thiey nahe Grasse, Gréolières nordwestlich Gourdon, Villeneuve-Loubet, Gorges du Paillon nahe L’Escarène, Saint-Auban und Menton) in der Region Provence-Alpes-Côte d’Azur (Frankreich).
Die Tiere leben auf Felsen und Trockenmauern zwischen 250 m und 1500 m über Meereshöhe.

## Taxonomie
Das Taxon wurde 1869 von Jules René Bourguignat als Pomatias macei erstmals beschrieben. Wilhelm Kobelt transferierte die Art zur Gattung bzw. Untergattung Cochlostoma (Auritus) Westerlund, 1883. Die Fauna Europaea kennt die Art als Cochlostoma (Turritus) macei (Bourguignat 1869). Fauna Europaea und Louis Germain geben folgende Synonyme an:
- Pomatias galloprovincialis Locard, 1894[2]
- Pomatias nevilli Locard, 1894[2] (nach Germain)

Das Taxon wurde z. T. auch mit Cochlostoma patulum verwechselt. So publizierte Gerhard Falkner (in Fechter & Falkner 1990) eine der wenigen Abbildungen von Cochlostoma macei als Cochlostoma patulum.

## Gefährdung
Die Art gilt als nicht gefährdet und steht auch nicht unter Schutz. Einige Populationen leben aber in geschützten Gebieten, wie z. B. dem Nationalpark Mercantour.

## Belege

### Online
- AnimalBase - Cochlostoma macei

## Anmerkung
1. ↑  Das Kapitel "Merkmale" basiert im Wesentlichen auf der Originalbeschreibung von Bourguignat sowie auf der Beschreibung durch Louis Germain. Die deutschen Beschreibungen durch Westerlund und Kobelt weisen doch einige erstaunliche Abweichungen von den Angaben in Bourguignat auf. So schreibt z. B. Westerlund, dass die Rippen auf den mittleren Windungen stark, schräg und weitläufig sind. In der Originalbeschreibung heißt es dagegen: "... sur les troisième et quatrième tours sont fines et serrées ...", also fein und gedrängt. Die Beschreibung von Westerlund enthält weitere derartige Ungenauigkeiten.